# La Colcada
La Colcada és un poema de Pere d'Alcàntara Penya i Nicolau (1823-1906) premiat als Jocs Florals de Barcelona de 1867 on l'autor, amb aire de plany, descriu la festa de l'Estendard abans de la decadència en què es trobava en el moment d'escriure'l i que esdevingué molt popular i s'arribà a incorporar a la mateixa festa.

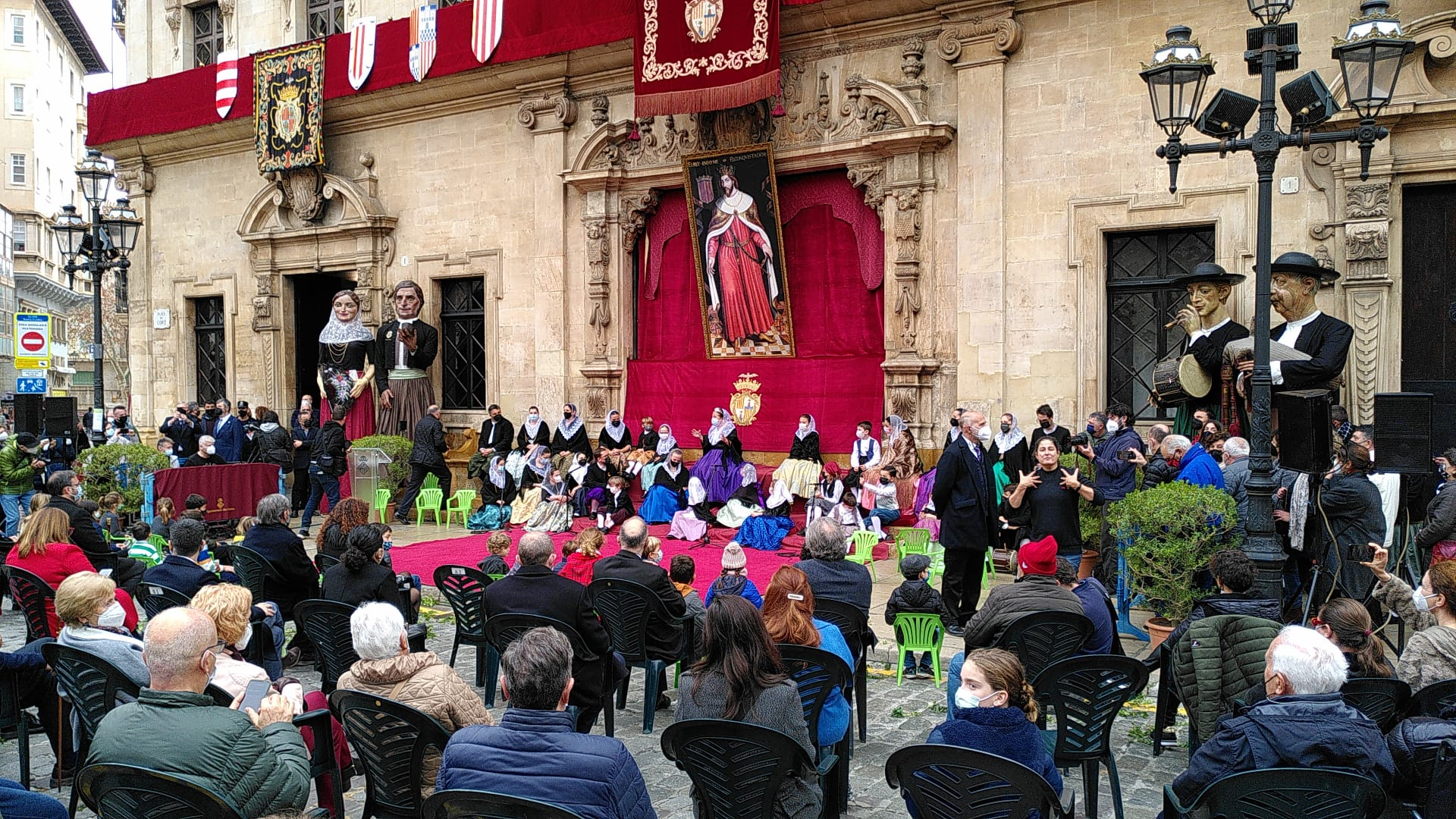
Miquela Lladó recitant La Colcada a la Festa de l'Estendard

Penya pren com a model el poema èpic Les souvenirs du peuple, el més personal del poeta francès Pierre-Jean de Béranger (1780-1857), sobre Napoleó. En el model, una vella conta els seus records personals de Napoleó a un auditori de pagesos. La imitació és conscient i arriba fins a les exclamacions dels pagesos en forma d'embolisme que, en diàleg amb el protagonista com en el cor grec, fan avançar la narració (Parlez-nous de lui, grand' mère; parlez-nous de lui / Contau-mos-ho, padrina!; contau-mos-ho tot!). A La Colcada, una àvia conta als seus nets els seus records de joventut de la Festa de l'Estendard, també anomenada la Colcada, i així es converteix en un alter ego del poeta. Però encara que Penya narri com era la festa en una època que ell no va poder viure, gràcies a la seva documentació aporta dades per a la història. Pel contingut i pel moment en què fou premiada, La Colcada s'insereix en la moda de temes arcaïtzants de l'època i de poesia històrica.
El poema és format per vint-i-una estrofes de dotze versos hetpasíl·labs amb rima consonant. La intervenció de l'auditori en forma d'embolisme és formada per un heptasíl·lab més un pentasíl·lab. Al poema de Béranger, per contra, és format per sis estrofes versos hexasíl·labs, i l'embolisme és format per un heptasíl·lab més un pentasíl·lab.
El poema aparegué publicat per primera vegada a la revista Almanaque Balear de 1863 i quatre anys més tard es publicà en el volum dels Jocs Florals de 1867, on el poema es donà a conèixer entre l'elit intel·lectual. El 1881 el publicà la revista costumista L'Ignorància, una revista molt popular de Mallorca, que fou la que donà popularitat a la composició. Anys més tard figurà a l'aplec de Poesies en mallorquí popular de 1892 i també aparegué a la col·lecció Lectura Popular de la revista la Il·lustració Catalana. Posteriorment ha estat editat editat el 1966 per l'Editorial Moll dins un recull de poesies de l'autor, el 1987 per la mateixa editorial dins una antologia de poetes romàntics mallorquins, el 2011 dins un estudi sobre l'autor d'Isabel Peñarrubia Marquès i el 2018, en una edició acompanyada d'un estudi de Maria Magdalena Gelabert i Miró.
Un moment clau per la popularització de l'obra fou el 31 de desembre de l'any 1935, quan, amb motiu de la festa de l'Estendard, el recitaren Gabriel Llompart i Moragues, qui encara era un infant, i l'actriu Cristina Valls Aguiló, si bé no tengué continuïtat. Anys més tard, el 1965 la mateixa Cristina Valls la tornà a recitar, amb un grup d'infants amb el vestit tradicional que li feren de cor; aquesta vegada sí que tengué continuïtat, i anys més tard la succeí la cantant Miquela Lladó, després Catalina Valls i Aguiló, i una altra vegada Miquela Lladó, qui encara ara la recita.
L'any 1969 es col·locà a la plaça del Banc de l'Oli de Palma una estàtua de bronze dedicada a Pere d'Alcàntara Penya, obra de Remígia Caubet, en la qual es representa la padrina de La Colcada enrevoltada dels seus nets.